# Gian Piero De Caroli
Gian Piero De Caroli, conosciuto come Jean (Rottofreno, 6 settembre 1934 – Savona, 25 aprile 2024), è stato un pittore e progettista italiano.

## Biografia
Gian Piero De Caroli nacque a Rottofreno il 6 settembre 1934, figlio di Irene Besio, discendente diretta della famiglia Besio che fondò nel 1860 l'omonima ditta a Savona, oggi unica produttrice del chinotto candito e al maraschino e del calciatore Guglielmo Decaroli nonché padre del musicista Federico De Caroli. Pur essendo nato nel piacentino, studiò e si formò a Savona, città originaria della sua famiglia.
Coltivò le arti figurative in gioventù, prevalentemente dalla seconda metà degli anni '50 ai primi anni '60, operando in seno alla scena artistica di Albissola Marina nel suo periodo di maggiore evoluzione e rilevanza internazionale.
Successivamente si distinse a livello nazionale per la progettazione e direzione di impianti artigianali e industriali del settore dolciario, contribuendo allo sviluppo delle tecniche di canditura e all'evoluzione della lavorazione del marron glacé e del chinotto lavorato dalla storica ditta Besio di Savona, divenuto poi presidio slow food.
L'approccio alle arti figurative e lo sviluppo dell'attitudine alla creatività progettistica trovarono terreno fertile verso la metà degli anni Cinquanta, quando grazie a corsi di pittura e decorazione legati alla ceramica albissolese cominciò a frequentare un ambiente artistico ricco di personaggi e idee che avrebbero segnato la storia del Novecento. 
Sotto la guida di Gigi Caldanzano e Leandro Sciutto, il giovane Gian Piero ebbe modo di perfezionare la sua tecnica e produrre negli anni successivi una miriade di disegni ispirati a maestri come Paul Klee, ma anche ai prodromi dell'arte spaziale e concettuale. Soprattutto in virtù della possibilità di gravitare attorno al cenacolo degli artisti di Pozzo Garitta ed entrare in contatto con l'attività di Lucio Fontana, Aligi Sassu, Asger Jorn e tutti coloro che collaborarono alla creazione dei mosaici del celeberrimo lungomare degli artisti.
Fino dagli esordi si firmò Jean, nomignolo affibbiatogli dagli amici.

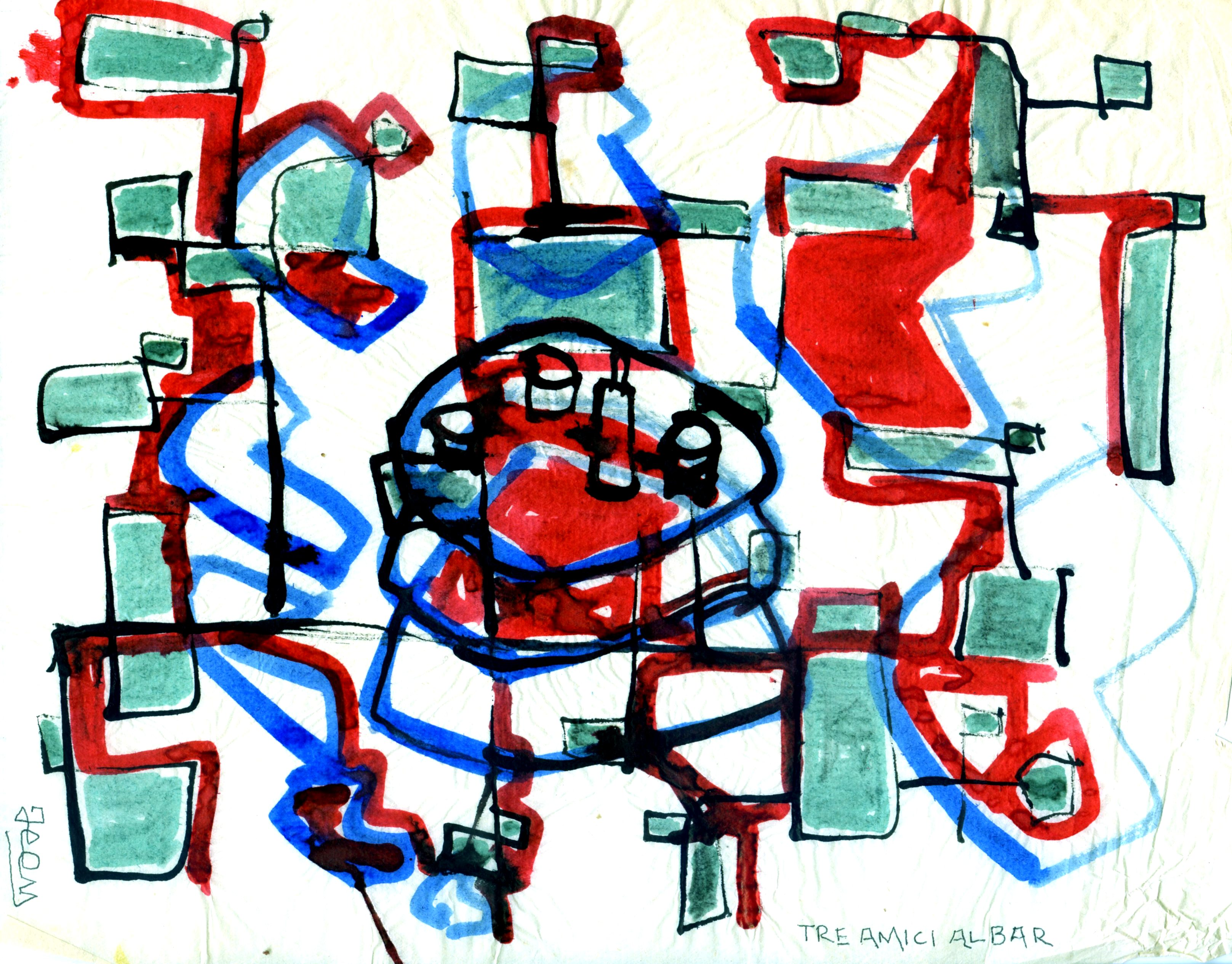
China su carta di Gian Piero De Caroli (1954)

## Pittura
Appena ventenne, diede vita a una fase di produzione di lavori grafici, prevalentemente chine pure o trattate su fogli di carta velina o comunque molto sottile. Nelle sue opere unì uno stile figurativo quasi vignettistico a una sorta di satira concettuale sui temi della società contemporanea e degli stati d'animo conflittuali dell'uomo moderno. Nella seconda metà degli anni Cinquanta, incerto su una direzione definitiva da prendere, abbandonò gli studi universitari e iniziò a lavorare insieme al padre nell'industria dolciaria, coltivando nel contempo l'attività artistica secondo modelli spazianti da un approccio grafico a uno più propriamente figurativo. La serie dei vetri e delle nature morte in generale costituì un terreno su cui sperimentare le tecniche del colore più che i contenuti. Con un occhio a Morandi e alla metafisica, realizzò fino al termine del decennio un nutrito corpus di quadri, passando dall'uso iniziale delle chine alla tempera, all'olio e a tecniche miste (ivi incluso il collage).
Sul finire del decennio, alcuni studi di nudi e varie rivisitazioni dei temi astratti sovrapposti al paesaggio e agli oggetti di uso comune spostarono ulteriormente il baricentro verso una ricerca formale.
Un catalogo esaustivo delle opere venne realizzato e pubblicato nel 2015 dal figlio Federico.